# Визма Белшевица
Визма Белшевица (на латвийски: Vizma Belševica, 30 май 1931, Рига – 6 август 2005, Рига) е латвийска и съветска поетеса, писателка, драматург, киносценаристка, преводачка. Номинирана е нееднократно за Нобелова награда за литература.

## Биография
Произхожда от работническо семейство, баща ѝ е бил алкохолик. Израства в Рига и във ферма на роднини в Курландия. Дебютира като поетеса през 1947 г. Завършва Литературния институт в Москва (1955 – 1961). Първата ѝ стихосбирка излиза през 1955 г.
Произведенията на Белшевица са публикувани в Швеция, Финландия, Великобритания, Франция, САЩ и други страни. Общо са преведени на 40 езика по света.
Умира след дълго боледуване. Синовете ѝ Клавс и Янис също са писатели.

## Творчество
Стиховете на Белшевица в съветско време са подложени на цензура, тя дълги години не излиза на литературната сцена. Сред произведенията на Белшевица, довели до „пълна конфронтация с властта“, са поемата „Коментари на Хенрих Латвийски по полетата на Ливонската хроника“ (на латвийски: Indriķa Latvieša piezīmes uz Livonijas hronikas malām; 1969), в която образът на латишкия хронист, който съчуствено трябва да описва завоеванията на чуждия му режим, е използван от поетесата като израз на отношението ѝ към съветския режим в Латвия..
По стихове на В. Белшевица са написани редица песни на Раймонд Паулс, включително „Es mīlu tevi tā...“ („Обичам те толкова много...“) – латвийския първообраз на песен от репертоара на Алла Пугачова.
По роман на Белшевица е заснет филмът „Всё из-за этой шальной Паулины“ (1979), придобил голяма популярност в Латвия.
Сценаристка е на кукления анимационен филм Чудной Даука на Студио Рига (1968).
Визма Белшевица превежда и от английски (Шекспир, Томас Стърнз Елиът), италиански (Данте), руски (Пушкин) и украински език. През 1990-те години публикува романната автобиографична трилогия – „Биле“, „Биле продължава да живее“ и „Прекрасната младост на Биле“.

## Признание
- През 1990 г. е избрана за почетен член на Академията на науките на Латвия.
- Литературни награди: „Тумас Транстрьомер“ (1998) и др.
- Носителка на Ордена на трите звезди.